# Limanyivka
Limanyivka (ukránul: Лиманівка) falu Ukrajna Herszoni területén. A Fekete-tenger partjától néhány kilométerre, a Hola Prisztany-i járásban fekszik, átlagosan 5 m-es tengerszint feletti magasságban. Lakossága a 2001-es népszámlálás idején 381 fő volt. A lakosok 92,39%-a ukránnak, 5,77%-a orosznak, 1,57%-a románnak vallotta magát. Saját önkormányzata nincs, a település Csornomorszke falu önkormányzatához, a Csornomorszkei Községi Tanácshoz tartozik. A településen általános iskola működik. A települést eredetileg az 1931-es Komintern nevű állami gazdaság (szovhoz) 2. sz. telephelyeként hozták létre, 1968-ban vált településsé és akkor kapta a Limanyivka nevet.